# Frankenstrat

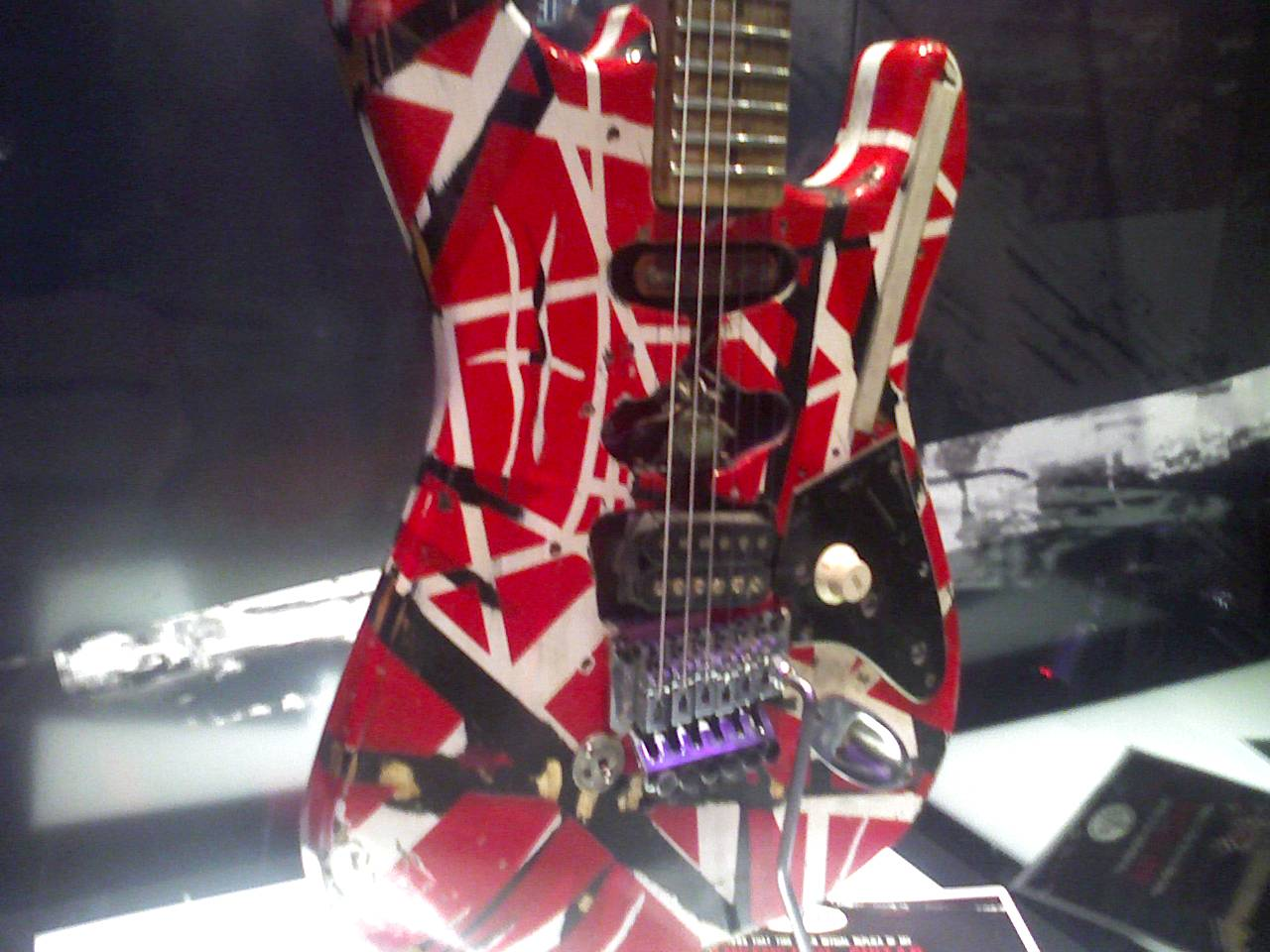
Francocaster Классический вариант Франкенстрата

Frankenstrat — электрогитара, собранная Эдди Ван Халеном, гитаристом американской рок-группы «Van Halen».
Гитара была собрана в 1974 году. В интервью Эд говорил: «Я собрал эту гитару не для того, чтобы порадовать кого-то. Просто у меня не было денег и в мире не существовало гитары, на которой я хотел бы играть. Я собрал её для себя.»

## Конструкция
Frankenstrat совмещал в себе характерные черты гитар «Gibson» и «Fender».
Гриф и дека были куплены отдельно в гитарной мастерской «Charvel Guitar Repair». Дека корпуса была сделана из северного ясеня и имела форму Stratocaster'а (одна из классических форм компании «Fender»). Гриф был сделан из цельного куска клёна. 
В качестве бриджевого[неизвестный термин] звукоснимателя, в отличие от классического фендеровского сингла, Эдди использовал хамбакер из его гитары Gibson ES-335. Frankenstrat была одной из первых версий стратокастера с хамбакером, впоследствии такая модификация получила широкую популярность как «суперстрат».
Также Ван Хален установил, вместо классической, новую тремоло-систему «Floyd Rose», ставшую одной из составляющих узнаваемых черт стиля игры музыканта.
Frankenstrat имеет только один потенциометр — ручку управления громкости с колпачком «tone».

## Внешний вид

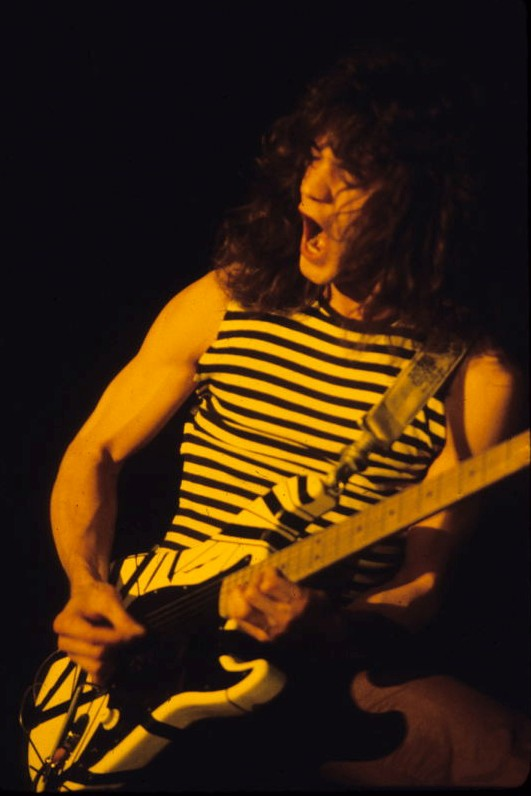
Эдди с первоначальным чёрно-белым Франкестратом, который можно увидеть на обложке дебютного альбома Van Halen.

Frankenstrat также отличался от остальных гитар ярким и запоминающимся внешним видом.
В разные времена он имел разную расцветку. Во времена первого альбома он имел чёрно-белый окрас, в который Эдвард покрасил гитару собственноручно и своими руками вырезал пик-гард. Но через некоторое время Эдди перестал использовать этот вариант и стал играть на другой гитаре, такой же конструкции, более известной как «пчела» из-за своего чёрно-жёлтого окраса, в отличие от первой гитары жёлтые полоски были нанесены не собственноручно, а на заводе Charvel. 
Однако спустя ещё некоторое время Эдди вновь вернулся к первой версии гитары, обрезал пик-гард, поставил в нековую позицию сингл красного цвета (который не участвовал в электронной схеме гитары, а имел лишь декоративное предназначение), в среднее положение он также поставил переключатель звукоснимателей, который также не был включён в цепь, и нанёс поверх уже чёрно-белой гитары красные полоски. Поэтому «белый» и «красный» франкенстрат — это одна и та же гитара. Именно в таком виде Frankenstrat оставался в дальнейшем, и в таком виде он известен больше остальных гитар Ван Халена.

Также во время использования этой гитары Эдди несколько раз менял на ней гриф.

## Массовое производство
В связи с ростом популярности группы «Van Halen» и самого Эдди, фирмы, производящие гитары, наладили выпуск серийных гитар Frankenstrat, используя конструкцию Ван Халена. Первой серийно выпускать Frankenstrat начала фирма «Kramer», чьим эндорсером в то время был Эдвард.
Также многие гитаристы стали сами красить свои гитары в такой цвет.

## Время использования
Эдвард использовал Frankenstrat в студийных записях и на концертах до 1988 года, после чего стал использовать гитары «Wolfgang».

## Интересные факты
- Чёрно-жёлтая расцветка гитары является зарегистрированным товарным знаком.
- Гитарист «Pantera» и «Damageplan» Даймбэг Даррел был большим фанатом творчества «Van Halen». В знак своего уважения Эдди положил свою чёрно-жёлтую гитару в могилу Даррелу[1].
- Хотя Ван Хален перестал использовать Frankenstrat, у него всё ещё есть немало гитар той же расцветки.
- По словам Эдди, гитара обошлась ему в 130 долл.: корпус стоил 50$, а гриф 80$[2].